# براكاش شاريثا
براكاش شاريثا (بالنيبالية: प्रकाश श्रेष्ठ)‏ هو مغني نيبالي، ولد في 2 ديسمبر 1957 في بيرغونج في نيبال.